# تفاعل الاوزون مع التيربينات

## التيربينات
التيربينات تربين هي مركبات عضوية تتواجد في الطبيعة وتتكون من وحدة أو أكثر من الأيزوبرين (C5H8). مثلاً، تتواجد بسبب انباعثها من نباتات واشجار متعددة من الخضار، الفواكه، الأعشاب وأيضاً تفرزها بعض الحشرات للحماية من الافتراس أو لجذب البعض من اجل التكاثر. تتميز التيربينات بروائحها ووجودها في بعض الامواد الخاصة بالحمية البشرية لتخفيف الوزن وانها تتشكل من الزيوت الاساسية. أهم الميزات هي تواجد رابطة ثنائية (C=C) في المركبات مما يساهم في تفاعلات كيميائية خاصة للتلخص من هذه المركبات.

## المونوتيربينات
المونوتيربينات (التيربينات الأحادية) تتكون من وحدتين مندمجتين من الأيزوبرين (C10H16) تتواجد بكميات كبيرة في طبقات الغلاف الجوي، تحديداً، التروبوسفير. تنتج المونوتربينات من النباتات الطبيعية وأيضاً من المصادر الصناعية، والمصادر الطبيعية بكميات أكثر من الصناعية. بناءً على عدة دراسات تمت على المونوتيربينات، وجد أنها تتواجد في الطبيعة بمقدار 1014 جم/سنة. تتواجد المونوتيربينات على شكل غير حلقي وحلقي (حلقة احادية أو ثنائية)، اعتماداً على شكل المركب الكيميائي. مثلاً، الميرسين مركب غير حلقي، الليمونين احادي الحلقة، السابنين والباينين ثنائيين الحلقة.

## تفاعل الأوزون مع المونيوتربينات
يتم التخلص من المونوتيربينات في الغلاف الجوي عن طريق التفاعلات الكيميائية مع كل من NO3 ،OH، و O3. في التفاعل مع الاوزون، يتم التفاعل بناءً على ما يُسمى آلية كريجي بحدوث تفاعل إضافة أليف الإلكترونات (1,3-electrophilic) من الاوزون إلى الرابطة الثنائية في المركب. بالتالي، يتم تكوين 1,2,3-trioxolane المتعارف عليه باسم الاورونيد الابتدائي (Primary Ozonide, POZ). بعد ذلك، يتفكك POZ مكوناً وسيط كريجي (Criegee Intermediate, CI) بالإضافة إلى مركبات مختلفة تحتوي على روابط الكربونيل من الالدهايد، كيتون، والاسترات، بناءً على صيغة المركب الكيميائي ، انظر الشكل.

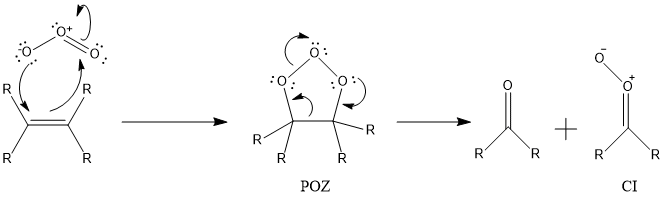
آلية كريجي لتفاعل الاوزون مع الالكينات والتيربينات

بالتالي، يتفكك وسيط الكريجي بشكل احادي مما يؤدي إلى تكوين الاسترات عن طريق تكوين وسيط الديوكسيرين أو يتفكك مكونا راديكال الهيدروكسيد OH على طريقة الفينل هيدروبيروكسيد. أو يتفاعل وسيط الكريجي بشكل ثنائي مع مركبات متواجدة في الجو مثل H2O، NH3، SO2 مما يساهم في تكوين مركبات مختلفة تتكاثف وتتجلط في تجمعها. هذا يؤدي إلى تكوين الهباء العضوي الثانوي (Secondary Organic Aerosol, SOA) مؤثراً على المناخ والتغيير المناخي من قطرات الماء والاغبرة المتواجدة؛ هكذا، يؤدي إلى حدوث امراض للبشرية من الربو وربما السرطان.